# Herdland Township
Herdland Township est un township du comté de Clay, situé en Iowa, États-Unis. La population était de 210 habitants lors du recensement de 2000. 

## Géographie
Herdland Township couvre 92,12 km² du comté de Clay et ne comporte aucune ville. Selon l'USGS, le township contient trois cimetière : Burr Oak, Liberty et Osborn.
Les ruisseaux de Montgomery et de Willow coulent à travers ce township.